# Olympische Sommerspiele 1912/Leichtathletik – Standhochsprung (Männer)
Der Standhochsprung der Männer bei den Olympischen Spielen 1912 in Stockholm wurde am 13. Juli 1912 im Stockholmer Olympiastadion ausgetragen. Achtzehn Athleten nahmen daran teil. Dieser Wettbewerb wurde wie auch der Standweitsprung das letzte Mal bei Olympischen Spielen ausgetragen.
Olympiasieger wurde der US-Athlet Platt Adams vor seinem jüngeren Bruder Ben Adams. Bronze ging an den Griechen Konstantinos Tsiklitiras.

## Bestehende Rekorde
- Weltrekorde wurden in dieser Disziplin nicht geführt.
- Olympischer Rekord: 1,655 m – Ray Ewry (USA), Finale OS Paris, 16. Juli 1900

Der bestehende olympische Rekord wurde in Stockholm nicht erreicht.

## Durchführung des Wettbewerbs
Alle achtzehn Wettbewerber hatten eine Qualifikationsrunde zu springen. Die Qualifikationshöhe betrug 1,50 Meter und wurde von sechs Athleten – hellblau unterlegt – gemeistert. Sie trugen am selben Tag das Finale aus.

## Legende
Kurze Übersicht zur Bedeutung der Symbolik – so üblicherweise auch in sonstigen Veröffentlichungen verwendet:
| – | verzichtet   |
| o | übersprungen |
| x | ungültig     |

## Vorrunde

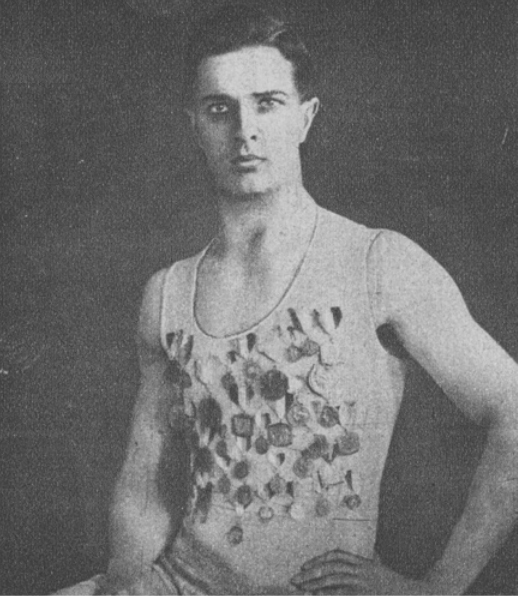
Rodolfo Hammersley – ausgeschieden mit 1,40 m
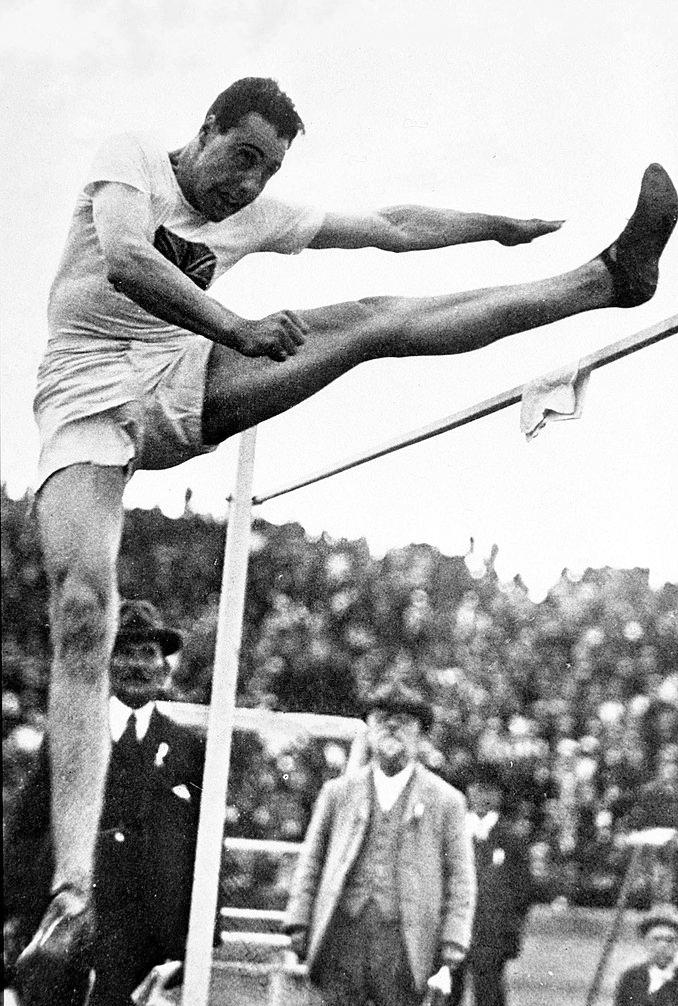
Benjamin Howard Baker – ausgeschieden mit 1,35 m

Datum: 13. Juli 1912

### Gruppe A
| Platz | Name                  | Nation             | Resultat | 1,30 | 1,35 | 1,40 | 1,45 | 1,48 | 1,50 |
| ----- | --------------------- | ------------------ | -------- | ---- | ---- | ---- | ---- | ---- | ---- |
| 1     | Platt Adams           | Vereinigte Staaten | 1,50 m   | o    | o    | o    | o    | o    | o    |
| 2     | Karl Bergh            | Schweden           | 1,45 m   | o    | o    | o    | xxo  | xxx  |      |
| 3     | Rodolfo Hammersley    | Chile              | 1,40 m   | o    | o    | o    | xxx  | –    |      |
| 3     | Birger Brodtkorb      | Norwegen           | 1,40 m   | xo   | xo   | xo   | xxx  |      |      |
| 5     | Benjamin Howard Baker | Großbritannien     | 1,35 m   | xo   | o    | xxx  |      |      |      |

### Gruppe B
| Platz | Name                     | Nation             | Resultat | 1,30 | 1,35 | 1,40 | 1,45 | 1,48 | 1,50 |
| ----- | ------------------------ | ------------------ | -------- | ---- | ---- | ---- | ---- | ---- | ---- |
| 1     | Ben Adams                | Vereinigte Staaten | 1,50 m   | o    | o    | o    | o    | –    | o    |
| 1     | Konstantinos Tsiklitiras | Griechenland       | 1,50 m   | o    | o    | o    | o    | –    | o    |
| 1     | Leo Goehring             | Vereinigte Staaten | 1,50 m   | o    | o    | o    | xxo  | –    | xo   |
| 1     | Richard Byrd             | Vereinigte Staaten | 1,50 m   | o    | o    | o    | o    | –    | xxo  |
| 5     | Forest Fletcher          | Vereinigte Staaten | 1,45 m   | o    | o    | o    | o    | –    | xxx  |
| 5     | Rolf Smedmark            | Schweden           | 1,45 m   | o    | o    | o    | o    | –    | xxx  |
| 5     | Frank Belote             | Vereinigte Staaten | 1,45 m   | o    | o    | xxo  | o    | –    | xxx  |
| 8     | Alfred Schwarz           | Russland           | 1,40 m   | o    | o    | o    | xxx  |      |      |

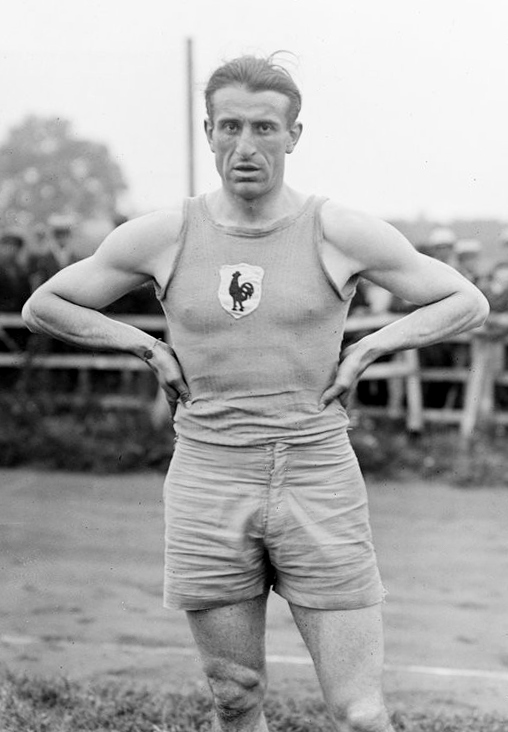
Géo André – ausgeschieden mit 1,45 m

### Gruppe C
| Platz | Name          | Nation     | Resultat | 1,30 | 1,35 | 1,40 | 1,45 | 1,48 | 1,50 |
| ----- | ------------- | ---------- | -------- | ---- | ---- | ---- | ---- | ---- | ---- |
| 1     | Edvard Möller | Schweden   | 1,50 m   | o    | o    | o    | o    | –    | o    |
| 2     | Géo André     | Frankreich | 1,45 m   | –    | o    | xo   | xo   | –    | xxx  |
| 2     | Leif Ekman    | Schweden   | 1,45 m   | o    | o    | o    | xxo  | xxx  |      |
| 4     | Helmer Måhl   | Schweden   | 1,30 m   | o    |      |      |      |      |      |
| NM    | Andor Horvag  | Ungarn     | ogV      | –    | xxx  |      |      |      |      |

## Finale
Datum: 13. Juli 1912
| Platz | Name                     | Nation             | Resultat | 1,30 | 1,40 | 1,45 | 1,50 | 1,55 | 1,60 | 1,63 | 1,66 |
| ----- | ------------------------ | ------------------ | -------- | ---- | ---- | ---- | ---- | ---- | ---- | ---- | ---- |
| 1     | Platt Adams              | Vereinigte Staaten | 1,63 m   | o    | o    | o    | o    | o    | xo   | o    | xxx  |
| 2     | Ben Adams                | Vereinigte Staaten | 1,60 m   | o    | o    | o    | o    | o    | o    | xxx  |      |
| 3     | Konstantinos Tsiklitiras | Griechenland       | 1,55 m   | o    | o    | o    | xo   | xo   | xxx  |      |      |
| 4     | Edvard Möller            | Schweden           | 1,50 m   | o    | o    | o    | o    | xxx  |      |      |      |
| 4     | Leo Goehring             | Vereinigte Staaten | 1,50 m   | o    | xo   | o    | o    | xxx  |      |      |      |
| 4     | Richard Byrd             | Vereinigte Staaten | 1,50 m   | o    | o    | o    | xo   | xxx  |      |      |      |

Ray Ewry, der bei den vorangegangenen Spielen die Standsprungwettbewerbe beherrscht hatte, war vom aktiven Leistungssport zurückgetreten. Sein Olympischer Rekord wurde hier nicht erreicht.
Bis auf eine Ausnahme wurden die ersten drei Höhen im ersten Versuch überwunden, nur Leo Goehring brauchte bei 1,40 Meter einen zweiten Sprung. Auch die vierte Höhe von 1,50 Meter meisterten alle Springer, Konstantinos Tsiklitiras und Richard Byrd erst im zweiten Versuch. Bei 1,55 Meter schieden Edvard Möller, Goehring und Byrd aus, Tsiklitiras benötigte wieder einen zweiten Versuch und scheiterte dann an der nächsten Höhe von 1,60 Meter. Die Adams-Brüder machten nun den Sieg unter sich aus. Platt übersprang 1,63 Meter, sein Bruder Ben scheiterte. Platt Adams, sicherer Olympiasieger, versuchte sich anschließend vergeblich an 1,66 Meter.
Platt Adams’ Goldmedaille war der vierte US-Sieg im vierten und letzten olympischen Wettbewerb in dieser Disziplin.

## Bildergalerie

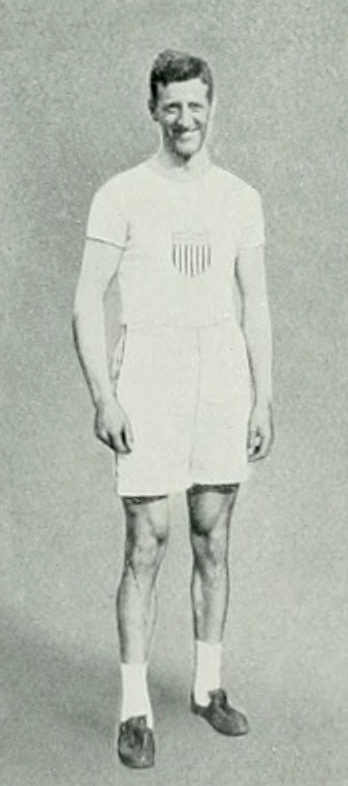
Olympiasieger Platt Adams
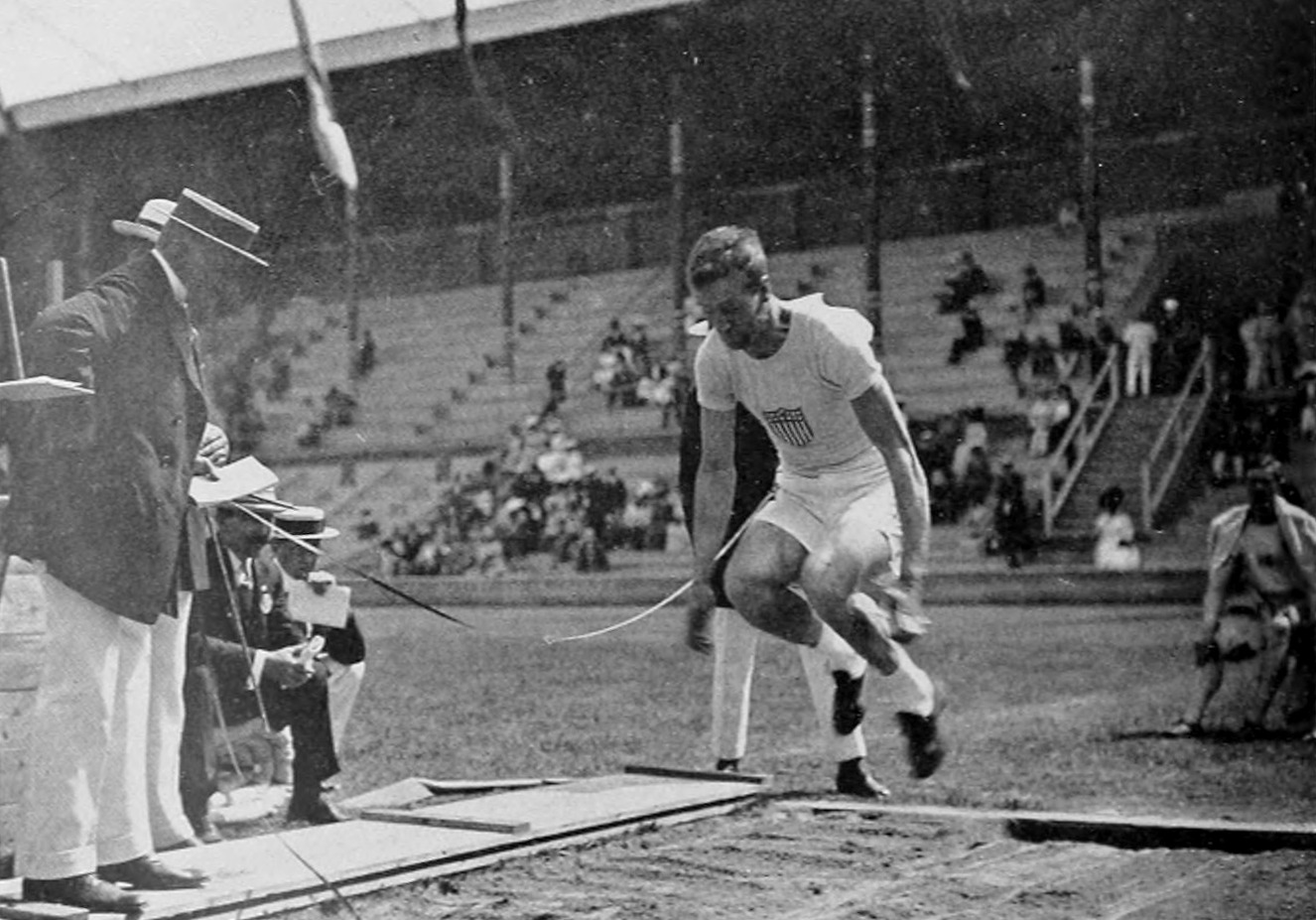
Ben Adams, Gewinner der Silbermedaille (hier beim Standweitsprung)
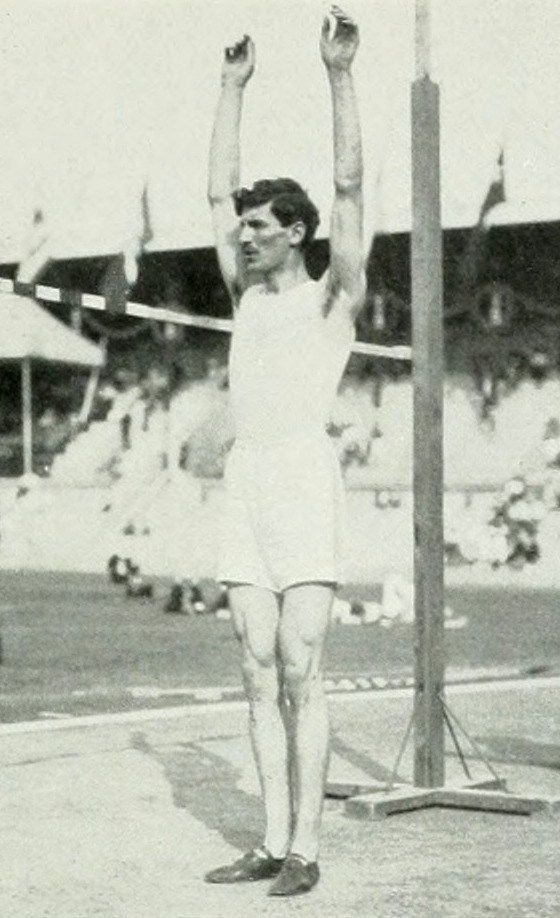
Konstantinos Tsiklitiras gewann Bronze